# 第二次江南大営攻略
第二次江南大営攻略（だいにじこうなんだいえいこうりゃく）は、1860年2月から5月にかけて太平天国軍が清朝の江南大営を撃破した戦いである。
清朝は太平天国の都の天京の近郊に江南大営と呼ばれる要塞を築き、1856年の第一次江南大営攻略で一度は破壊されたものの、1858年に欽差大臣和春が再び建設して包囲の態勢を敷いていた。1860年1月から2月にかけて清軍は天京の西北の下関・九洑洲を占領し、太平天国軍に危機が迫った。これに対して干王洪仁玕と忠王李秀成が協議し、「魏を囲んで趙を救う（囲魏救趙）」策を採用した。
2月10日、李秀成は2万の大軍を率いて杭州に向けて進軍し、侍王李世賢も湖州を攻めて、杭州を攻める李秀成を援護した。トンネルを掘る作戦で3月19日に李秀成軍は杭州城内を制圧し、浙江巡撫羅遵殿は自殺した。これを聞いた清の朝廷は和春に杭州救援を命じ、和春はやむを得ず江南大営の兵1万3千人を派遣した。
4月4日、江南大営から兵を引き離すことに成功したことを知った李秀成は杭州から撤退して北上を開始した。輔王楊輔清・侍王李世賢・英王陳玉成らが応援に駆けつけ、太平天国軍10万は逆に江南大営を包囲した。5月2日に総攻撃が開始され、5月15日に陳玉成軍が江南大営を突破した。和春は負傷し、江南提督張国樑は丹陽で敗退、広西提督張玉良も敗退、湖南提督代理の周天受も寧国で敗退し、天京の包囲は解かれたのである。
これ以後、天京攻略は曽国荃率いる湘軍が担当することになった。